# Sparkasse der Hansestadt Danzig
Sparkasse der Hansestadt Danzig (Kasa Oszczędności Hanzeatyckiego Miasta Gdańska) – bank o kapitale gdańskim, mieszkańców Gdańska, działający w Gdańsku w latach 1907–1945.

## Historia
Z inicjatywy władz gdańskich w 1907 powołano miejską kasę oszczędności Sparkasse der Stadt Danzig. Wielokrotnie wspierała budżet miasta. W 1940 zmieniono nazwę kasy na Sparkasse der Hansestadt Danzig.

## Dyrektorzy
- 1934 - Georg Knop

## Siedziba
W latach 1907–1922 siedziba zarządu kasy mieściła się przy Jopengasse 36/38 (obecnie ul. Piwna), w 1925-1945 przy Langgasse 47 (ob. ul. Długa). We wszystkich dzielnicach kasa utrzymywała oddziały.